# Tornbjergkollegiet
55°22′8.98″N 10°27′21.29″Ø / 55.3691611°N 10.4559139°Ø
Tornbjergkollegiet i Odense består af 12 kollegiehuse med fire værelser i hver. Hvert hus har ét fælles køkken, mens badeværelserne deles 2 værelser imellem. 
|  | Denne artikel om en bygning eller et bygningsværk kan blive bedre, hvis der indsættes et (bedre) billede. Du kan hjælpe ved at afsøge Wikimedia Commons for et passende billede eller lægge et op på Wikimedia Commons med en af de tilladte licenser og indsætte det i artiklen. |